# Robert Linderholm
Robert Glen Linderholm (19 de octubre de 1933 – 6 de julio de 2013) fue un astrónomo amateur estadounidense que descubrió numerosos asteroides. Vivió en Cambridge (Nebraska), donde tuvo un observatorio privadoː Observatorio Lime Creek.

## Lista de planetoides descubiertos
| (10195) Nebraska      | 13 de septiembre de 1996 |
| (10392) Brace         | 11 de septiembre de 1997 |
| (11726) Edgerton      | 1 de mayo de 1998        |
| (14969) Willacather   | 28 de agosto de 1997     |
| (16750) Marisandoz    | 18 de agosto de 1996     |
| (19294) Weymouth      | 6 de agosto de 1996      |
| (19407) Standing Bear | 25 de marzo de 1998      |
| (20328) 1998 HS42     | 30 de abril de 1998      |
| (23763) 1998 MP7      | 24 de junio de 1998      |
| (24918) Tedkooser     | 10 de marzo de 1997      |
| (27909) 1996 TD       | 14 de octubre de 1996    |
| (28005) 1997 XC       | 1 de diciembre de 1997   |
| (31054) 1996 RT       | 13 de septiembre de 1996 |
| (33051) 1997 UF       | 27 de octubre de 1997    |
| (46670) 1996 NU       | 15 de julio de 1996      |

| (48702) 1996 JE     | 6 de mayo de 1996        |
| 49109 Agnesraab     | 18 de septiembre de 1998 |
| (52688) 1998 FL1    | 21 de marzo de 1998      |
| (53008) 1998 VY5    | 13 de noviembre de 1998  |
| 66846 Franklederer  | 6 de noviembre de 1999   |
| (70721) 1999 VD     | 1 de noviembre de 1999   |
| (75057) 1999 VR4    | 7 de noviembre de 1999   |
| (91598) 1999 TK13   | 11 de octubre de 1999    |
| (129539) 1996 NO1   | 15 de julio de 1996      |
| (275312) 2010 TE142 | 25 de enero de 2001      |
| (362588) 2010 VN175 | 17 de junio de 1996      |